# Tony Barratt
Anthony Barratt (sinh ngày 18 tháng 10 năm 1965) là một cựu cầu thủ bóng đá người Anh. Ông thi đấu cho Billingham Town, Grimsby Town, Hartlepool United, York City và Bishop Auckland.